# فرانسیسکو برو
فرانسیسکو برو (اسپانیایی: Francisco Bru‎؛ ۱۲ آوریل ۱۸۸۵ – ۱۰ ژوئن ۱۹۶۲) یک بازیکن فوتبال، داور فوتبال و مربی اهل اسپانیا بود.
از باشگاه‌هایی که در آن بازی کرده‌است می‌توان به بارسلونا، اسپانیول اشاره کرد.